# Эскьез-Сер
Эскье́з-Сер (фр. Esquièze-Sère, окс. Esquiesa e Cèra) — коммуна во Франции, находится в регионе Юг — Пиренеи. Департамент — Верхние Пиренеи. Входит в состав кантона Люс-Сен-Совёр. Округ коммуны — Аржелес-Газост.
Код INSEE коммуны — 65168.

## География

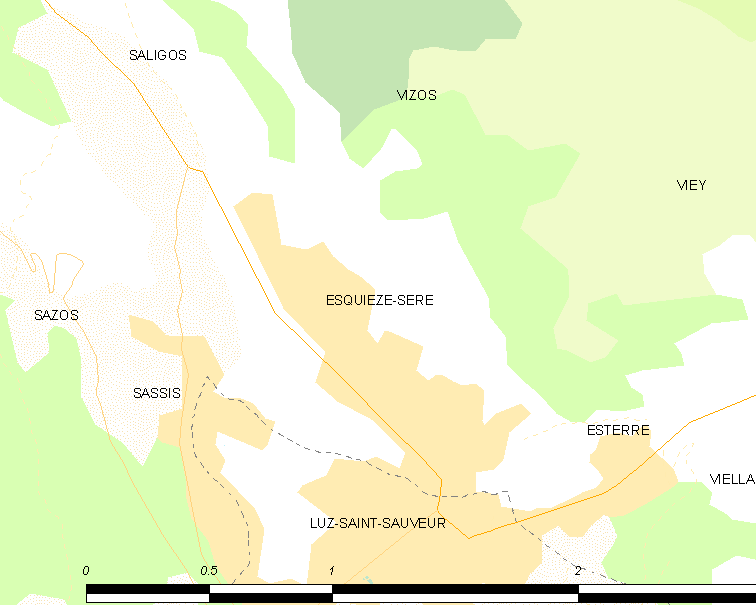
Карта коммуны

Коммуна расположена приблизительно в 690 км к югу от Парижа, в 145 км юго-западнее Тулузы, в 40 км к югу от Тарба.
По территории коммуны протекают реки Гав-де-По и Бастан.

## Климат
Климат умеренно-океанический с солнечной тёплой погодой и обильными осадками на протяжении практически всего года.

## Население
| Год  | Численность | Численность |
| ---- | ----------- | ----------- |
| 2013 | 390         |             |
| 2015 | 399         | [ 7 ]       |
| 2016 | 411         | [ 8 ]       |
| 2017 | 401         | [ 9 ]       |
| 2018 | 404         | [ 10 ]      |
| 2019 | 406         | [ 11 ]      |
| 2020 | 411         | [ 12 ]      |
| 2021 | 413         | [ 13 ]      |
| 2022 | 417         | [ 3 ]       |

## Администрация
| Период | Период | Фамилия             | Партия | Примечания |
| ------ | ------ | ------------------- | ------ | ---------- |
| 2001   | 2014   | Жан-Даниэль Мориньи |        |            |
| 2014   | 2020   | Патрис Вюйом        |        |            |

## Экономика
В 2010 году среди 229 человек трудоспособного возраста (15-64 лет) 176 были экономически активными, 53 — неактивными (показатель активности — 76,9 %, в 1999 году было 70,5 %). Из 176 активных жителей работали 168 человек (82 мужчины и 86 женщин), безработных было 8 (5 мужчин и 3 женщины). Среди 53 неактивных 12 человек были учениками или студентами, 30 — пенсионерами, 11 были неактивными по другим причинам.

## Достопримечательности
- Церковь Св. Иоанна Крестителя (XII век). Исторический памятник с 1914 года[15]
- Церковь Св. Николая (XVI век). Исторический памятник с 1979 года[16]

## Фотогалерея

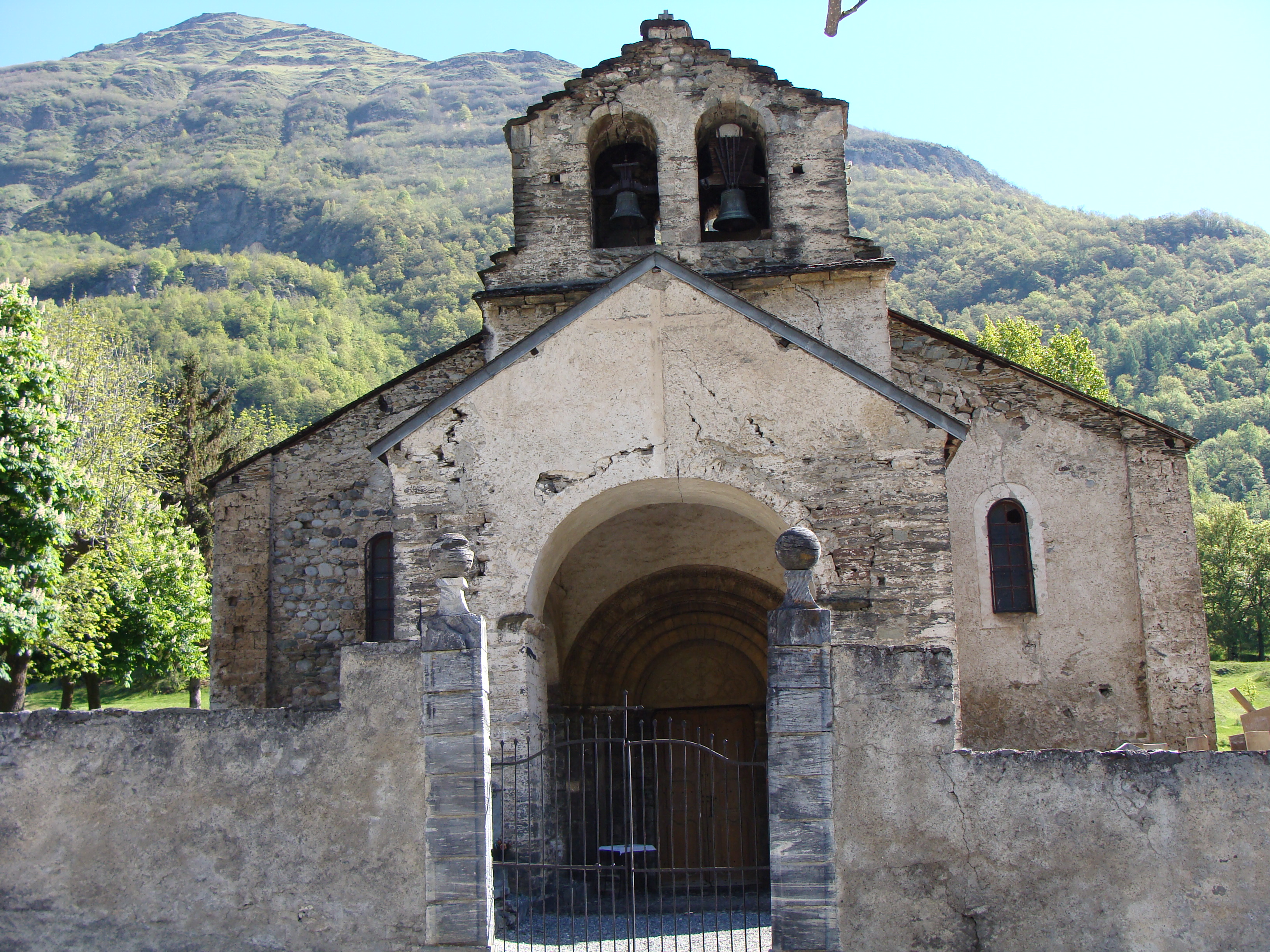
Церковь Св. Иоанна Крестителя
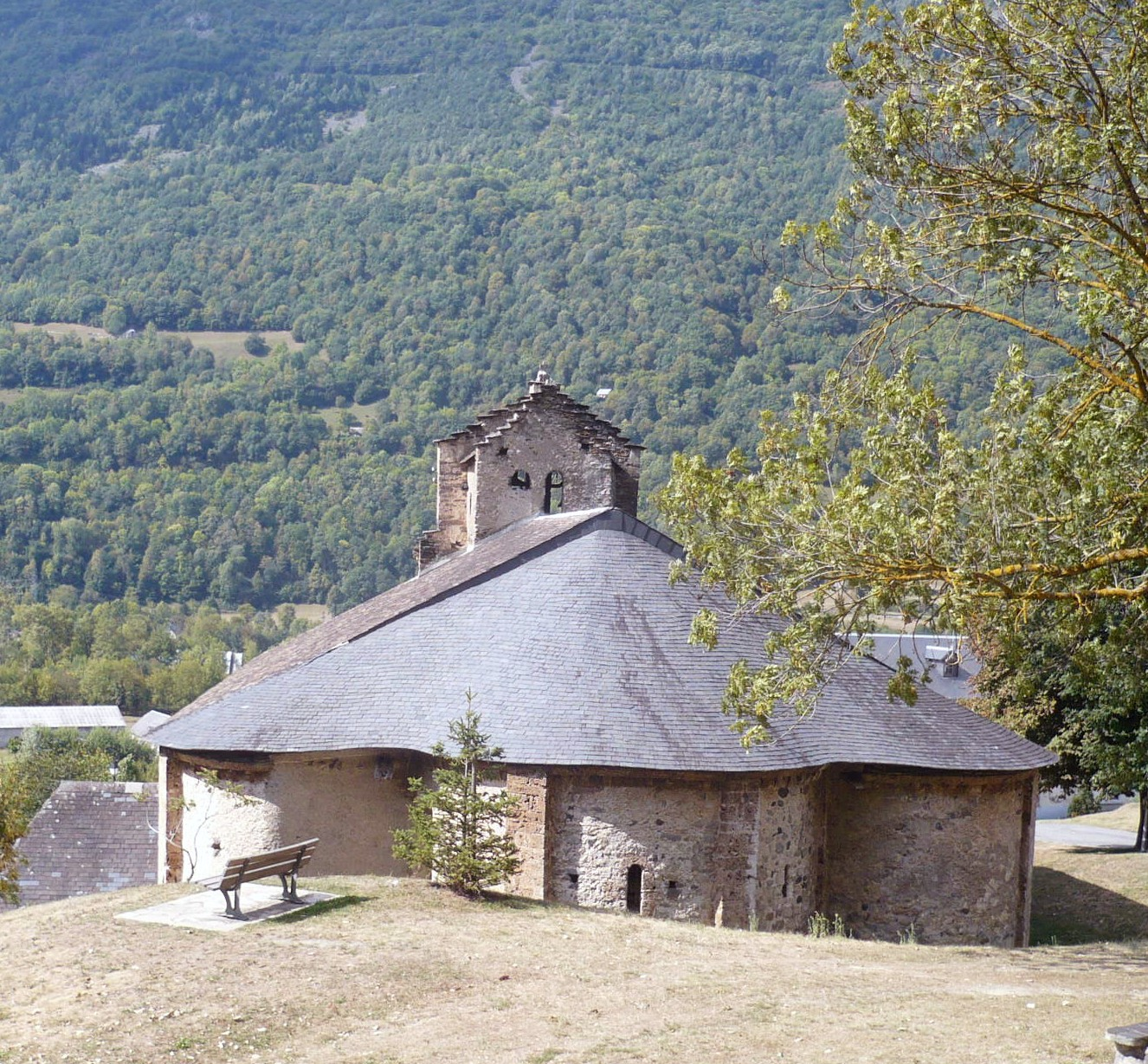
Церковь Св. Иоанна Крестителя
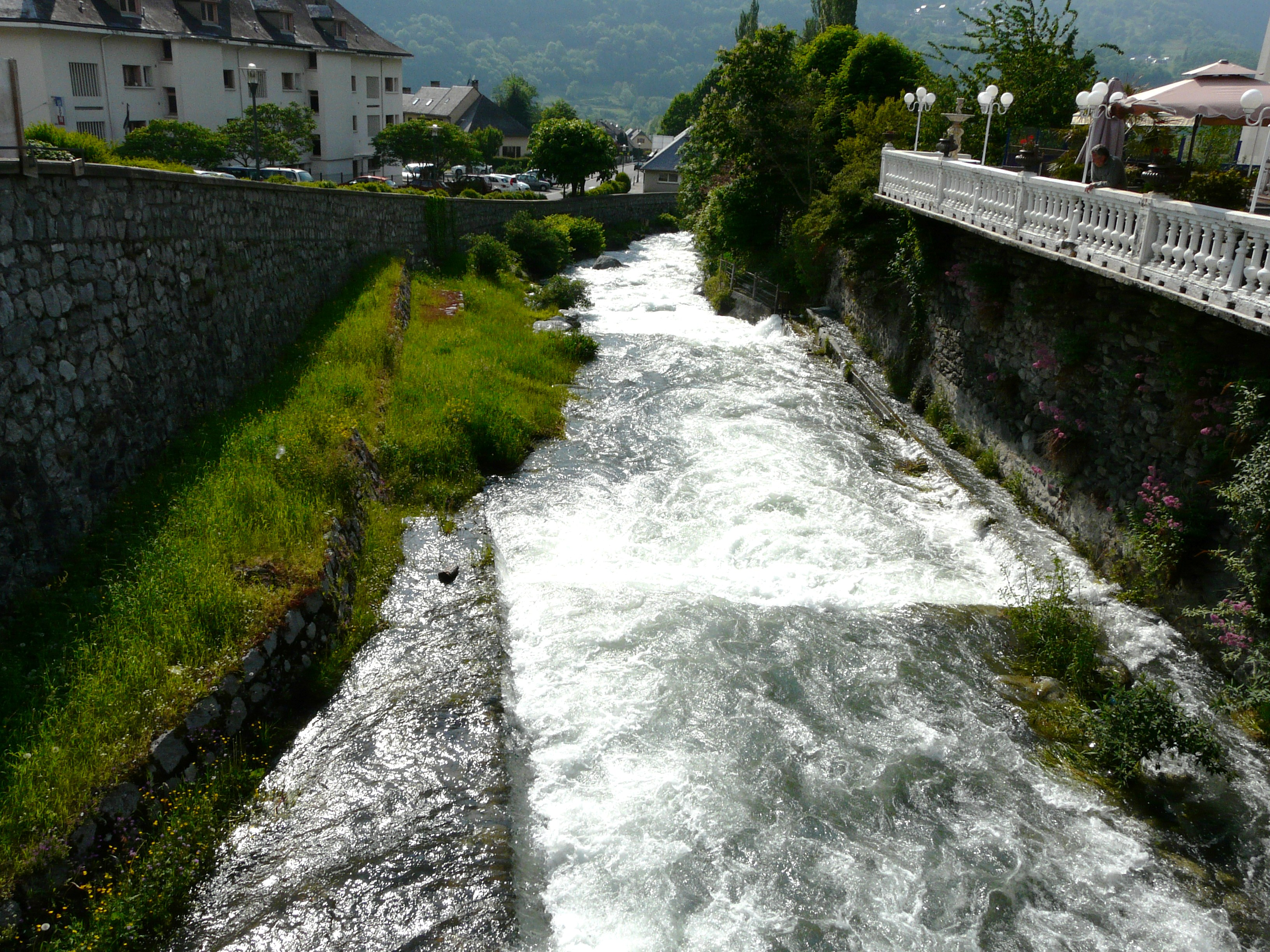
Река Бастан
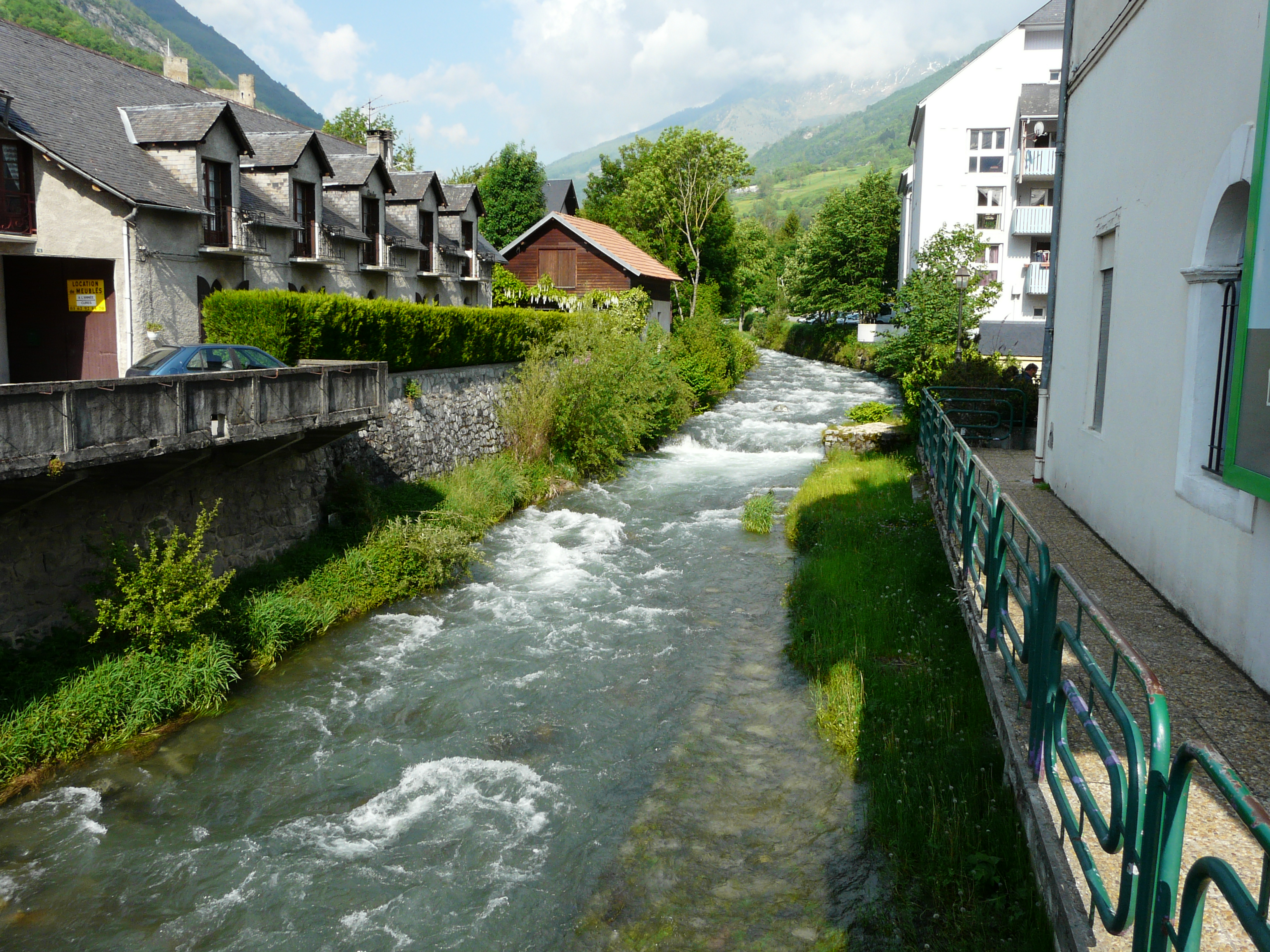
Река Бастан